# Parasmittina protecta
Parasmittina protecta är en mossdjursart som först beskrevs av Thornely 1905.  Parasmittina protecta ingår i släktet Parasmittina och familjen Smittinidae.
Artens utbredningsområde är Röda havet. Inga underarter finns listade i Catalogue of Life.